# Baška (Slovacchia)
Baška (in ungherese Baska, in tedesco Baumgarten o Boschko) è un comune della Slovacchia facente parte del distretto di Košice-okolie, nella regione di Košice.